# 纹章颜色规则

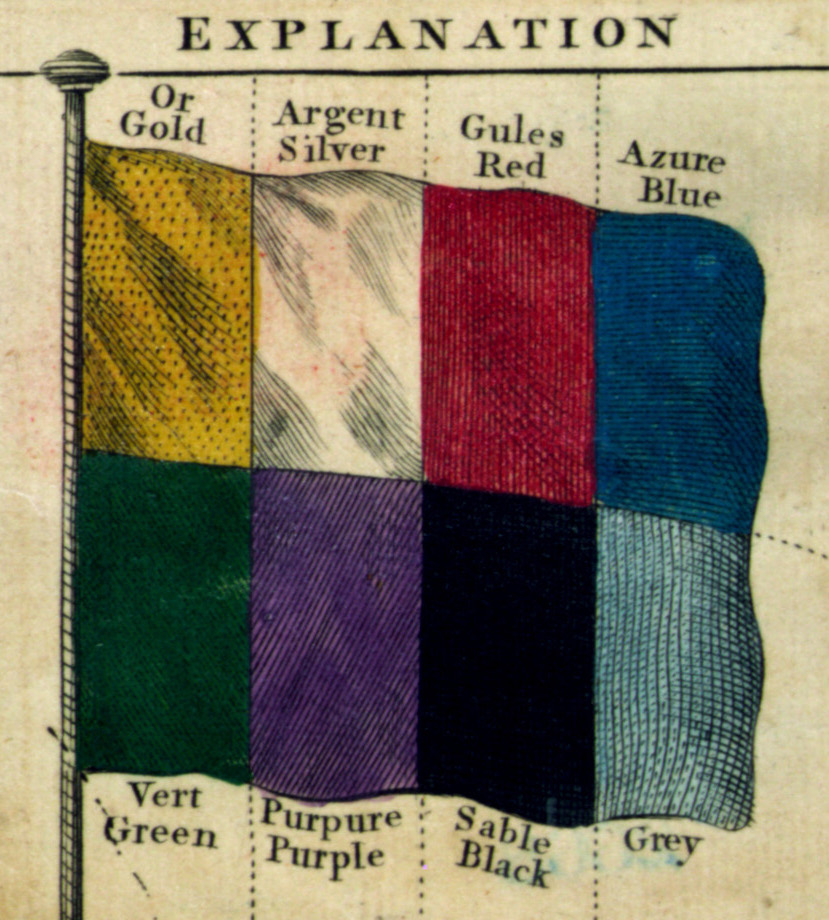
各式紋章顏色的名稱

纹章颜色规则是纹章学中的设计理念，就是“金属色不得置于金属色之上，原色亦不得置于原色之上”。不過毛皮图案色如白鼬毛皮图案色和松鼠皮图案色等纹章颜色以及位于盾牌底色上的徽标/图案一般都不受纹章颜色规则制约。现代有人假设，這種规则其实只是中世纪早期因工匠的工具不够先进，无法在一个颜色上叠涂另一颜色，也无法在一种金属中镶嵌另一种金属而形成的传统。该假设指出，由于存在上述客观条件制约，最简单的办法便是在金属盾牌上涂上单色。这个中世纪早期受客观條件制约的現象被人误以为是由人主观设定的纹章颜色规则。